# Каир (мухафаза)
Каи́р (араб. القاهرة‎) — мухафаза в Арабской Республике Египет. Административный центр — город Каир. Расположена на севере страны, в южной части дельты Нила, к северо-востоку от мухафазы Эль-Гиза, к западу от мухафазы Суэц и к югу от мухафаз Кальюбия и Шаркия. Данная мухафаза объединяет всего один город Каир. Здесь расположены государственные учреждения, офисы крупнейших национальных и международных компаний и организаций, в том числе штаб-квартира Лиги арабских государств, региональный офис Всемирной организации здравоохранения, банковские учреждения и т. д. Имеется несколько промышленных зон: Миср-эль-Гедида, Эль-Уайли, Мединат-Наср.
Мухафазу Каир не следует путать с термином Большой Каир — городскую агломерацию трёх провинций (Каир, Эль-Гиза и Кальюбия), а также двух новых мухафаз — Хелуан и 6 октября (В апреле 2011 года эти две мухафазы были аннулированы. Хелуан перешёл обратно в ведомство Каира, а 6 октября Эль-Гиза). Общее население агломерации, по некоторым оценкам, может достигать 20 миллионов человек.